# Orroli
Orroli ist eine italienische Gemeinde (comune) mit 1956 Einwohnern (Stand 31. Dezember 2023) in der Metropolitanstadt Cagliari auf Sardinien. Die Gemeinde liegt etwa 79 Kilometer nordnordöstlich von Cagliari. Der Flumendosa fließt auf der östlichen Gemeindegrenze und wird hier aufgestaut. Daneben existiert mit dem Lago Mulargia ein weiterer größerer, aufgestauter See im südwestlichen Gemeindegebiet.

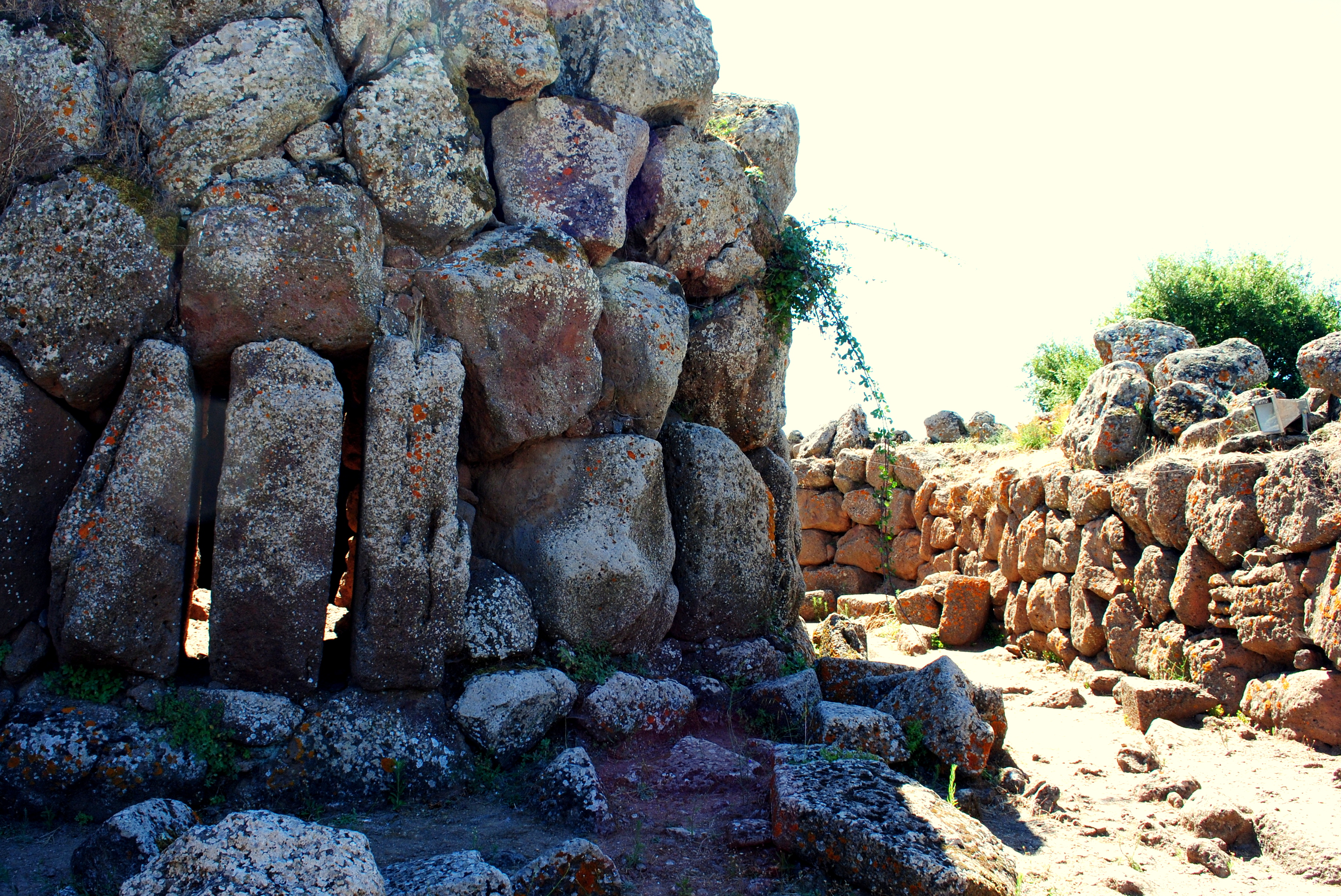
Nuraghe Arrubiu

## Geschichte
- Im Gemeindegebiet liegt die Nuraghe Arrubiu, die größte Ansammlung von Turmbauten der sogenannten Nuraghenkultur.
- Die heilige Quelle von Su Putzu liegt in der Nuraghensiedlung südöstlich von Orroli.

## Verkehr
Orroli besitzt einen Bahnhof an der schmalspurigen Bahnstrecke Mandas–Arbatax, der in den Sommermonaten vom Trenino Verde bedient wird.